# Herbert Schulte
Herbert Schulte (* 1940 in Osnabrück) ist ein deutscher Erziehungswissenschaftler. Er wurde vor allem bekannt durch seine Beiträge zur Medienpädagogik.

## Leben
Herbert Schulte wurde 1940 in Osnabrück geboren. Nach Schul- und Studienzeit in Hessen und Osnabrück war er von 1963 bis 1969 Lehrer an Grund- und Hauptschulen. 1969 bis 1976 führte er ein Zweitstudium in Erziehungswissenschaft, Psychologie und Soziologie durch und promovierte 1976 Promotion zum Dr. phil. bei Wolfgang Klafki an der Universität Marburg. Anschließend war in Münster zunächst an der Pädagogischen Hochschule, dann nach der Zusammenlegung an der Westfälischen Wilhelms-Universität Münster tätig. 1982 habilitierte er im Fach Erziehungswissenschaften und war als Privatdozent am Institut für Schul- und Unterrichtsforschung des Fachbereichs Erziehungswissenschaft der Westfälischen Wilhelms-Universität Münster tätig.

## Leistungen
Herbert Schulte widmete sich in seiner Forschung vor allem der Medienpädagogik. Zusammen mit Rudolf Biermann leitete er zuletzt ein von der Deutschen Forschungsgemeinschaft geförderte Projekt zur schulischen Medienerziehung, welches 1997 mit zwei Forschungsberichten abgeschlossen wurde.

## Werke
- Curriculumentwicklung zwischen "Diskurs" und "System": Probleme der Legitimation, der Konzeptualisierung und des Theorie-Praxis-Bezuges im Zusammenhang schulnaher und handlungsorientierter Curriculumentwicklung, am Beispiel des Werdegangs des Unterrichtsmodells zur Medienerziehung. Dissertation an der Universität Marburg. Stuttgart: Klett-Cotta, 1977, ISBN 978-3-12-929131-3
- Bildschirmmedien im Alltag von Kindern und Jugendlichen: medienpädagogische Forschung in der Schule: Projekt "Medienerziehung in der Schule": Forschungsbericht Teil 1 zusammen mit Rudolf Biermann, Frankfurt am Main: Verlag Peter Lang, 1996, ISBN 3-631-30681-4.
- Leben mit Medien – Lernen mit Medien: Fallstudien zum medienpädagogischen Handeln in der Schule zusammen mit Rudolf Biermann, Frankfurt am Main: Verlag Peter Lang, 1997, ISBN 3-631-31584-8.